# 空中危機
是一部由勞勃·史溫凱執導，彼得·道林（Peter A. Dowling）與比利·雷編劇的懸疑驚悚電影。茱蒂·佛斯特、彼得·賽斯嘉、艾瑞卡‧克莉絲唐、Kate Beahan、Greta Scacchi、與西恩·賓參與演出。電影由试金石影业於2005年9月23日在美國上院線發行。

## 劇情簡介
女主角凱莉·普雷是一位在柏林工作的航空工程師，不久前丈夫離奇的跌落窗外過世，留下她與六歲的女兒茱莉亞。不過，在旅程的E-474客機上，起飛後，睡了一覺醒來凱莉卻發現女兒不見了，不但機上也沒人記得她帶了女兒上飛機，艙單裡也沒有茱莉亞的登機的紀錄。就在凱莉找回女兒的過程中，她也逐漸發現了一個巨大的陰謀……。

## 演员
- 茱蒂·佛斯特 飾演凱莉·普雷。柏林航空工程師，茱莉亞的母親。
- 彼得·賽斯嘉 飾演卡森。空中便衣刑警，實際是恐怖分子。
- 西恩·賓 飾演馬庫斯。機長。
- 瑪蓮娜·勞斯頓 飾演茱莉亞。凱莉·普雷的女兒。

## 製作過程

### 音樂
這部電影的電影配樂於2005年9月20日在好莱坞唱片上發行。配樂由詹姆斯·霍纳編曲與指揮，內含8首曲子。霍納指出，這部片的配樂試圖將「電影的情緒與驅動力」融合在音樂效果當中；樂器的使用也經過挑選，要能夠搭配貫串電影的「驚慌感」，包含甘美蘭、預置鋼琴、與其他的弦樂器做搭配，沒有使用銅管樂器。

## 評價

### 票房表現
空中危機全美票房約 $89,707,299美金，海外票房約$133,680,000美金，合計約$223,387,299美金 。他的DVD發行收益也達到了$79,270,000美金。

### 批評
這部電影有許多褒貶不一的評價。在爛番茄上，根據173條評價，該片獲得了38%的爛番茄指數，平均給分是5.3分。而網站上一致評價：演員的表現中規中矩，不過隨著劇情推進，劇情越來越牽強，緊張的氣氛也蕩然無存。 Metacritic也給予該片53分(滿分100)

## 爭議
美航空服員工會曾經正式的抵制這部電影，並聲明「這部片將空中乘务员描寫成無理、漠不關心的人，其中一員甚至是『恐怖分子』。 」

## 外部連結
- 互联网电影数据库（IMDb）上《空中危機》的资料（英文）
- Box Office Mojo上《空中危機》的資料（英文）
- 爛番茄上《空中危機》的資料（英文）
- Metacritic上《空中危機》的資料（英文）
- AllMovie上《空中危機》的资料（英文）
- 開眼電影網上《空中危機》的資料（繁體中文）
- 时光网上《空中危機》的資料（简体中文）
- 豆瓣电影上《空中危機》的資料 （简体中文）